# Andranik Hakobjan
Andranik Hakobjan (armenisch Անդրանիկ Հակոբյան; * 6. Oktober 1981 in Etschmiadsin, Armawir, Armenische SSR) ist ein armenischer Boxer. Hakobyan gewann die Silbermedaille bei den Weltmeisterschaften 2009 und Teilnehmer der Olympischen Spiele 2008 und 2012.

## Werdegang
Von Andranik Hakobjans Weg in die Spitzenklasse der armenischen Amateurboxer ist nichts bekannt. Der 1,85 Meter große Sportler startet im Mittelgewicht, der Gewichtsklasse bis 75 kg Körpergewicht. Im Jahre 2005 erschien er erstmals bei einer internationalen Meisterschaft. Er startete in diesem Jahr bei der Weltmeisterschaft in Mianyang/Volksrepublik China und kam dort zu Siegen über Matej Matkovic, Kroatien, Nikolajs Grisunins, Lettland, und Sherzod Abdurahmanow, Usbekistan. Im Viertelfinale unterlag er gegen Emilio Correa aus Kuba durch Abbruch. Er verpasste damit knapp die Medaillenränge und kam auf den 5. Platz.
Im Jahre 2006 nahm Andranik Hakobjan an der Europameisterschaft in Plowdiw teil. Er siegte dabei in seinem ersten Kampf über James Degale aus England, der zwei Jahre später Olympiasieger wurde, nach Punkten (31:21) und verlor im Achtelfinale gegen Rewas Karelischwili aus Georgien, weil er wegen einer Verletzung in der 2. Runde aus dem Kampf genommen werden musste.
2007 nahm er in Chicago wieder an der Weltmeisterschaft teil. Nach einem Punktsieg über Naim Terbunja aus Schweden (19:17), verlor er dort dann in der Runde der letzten „32“ gegen Darren Sutherland aus Irland nach Punkten (20:22), womit er ausschied und nur den 17. Platz belegte.
Im Februar 2008 qualifizierte sich Andranik Hakobjan durch einen 3. Platz beim Olympia-Qualifikations-Turnier in Pescara für die Teilnahme an den Olympischen Spielen in Peking. In Peking kam er zu einem Punktsieg über Ahmed Saraku aus Ghana (14:8), musste aber im Viertelfinale verletzungsbedingt im Kampf gegen Elshod Rasulow aus Usbekistan aus dem Kampf genommen werden und kam dadurch auf einen 9. Platz. 2008 nahm er dann auch noch an den Europameisterschaften in Liverpool teil. Er siegte dort über Darius Sok aus Polen nach Punkten (5:4) und verlor im Viertelfinale gegen Eamon O’Kane aus Irland nach Punkten (4:6), womit er den 5. Platz belegte.
Den größten Erfolg in seiner Laufbahn feierte Andranik Hakobjan dann, schon 28-jährig, im Jahre 2009. Er kam in diesem Jahr bei der Weltmeisterschaft in Mailand zu Punktsiegen über Wahid Abderredha, Irak 813:6), Naim Terbunja (15:11), Darren O’Neill, Irland 87:3), Victor Cotiujanschi, Rumänien (8:1) und Alfonso Blanco, Venezuela 4:3) und stand damit im Endkampf, in dem er auf Abbos Atoyev aus Usbekistan traf. Gegen diesen hatte er aber keine Siegeschance und verlor deutlich mit 0:9 Treffern. Als gefeierter Vize-Weltmeister kehrte er aber nach Armenien zurück.
Von Hakobjans Starts bei den armenischen Meisterschaften ist nur das Ergebnis aus dem Jahre 2010 bekannt. In diesem Jahr wurde er mit einem Sieg über Artur Ulichanjan armenischer Meister im Mittelgewicht. Bei den Europameisterschaften im selben Jahr schied Hakobjan im Viertelfinale gegen Nikolay Veselov, Belarus (11:9), aus. Im Jahr darauf nahm er wieder an den Weltmeisterschaften teil und erreichte das Viertelfinale. Habobyan schlug dabei Victor Cotiujanschi, Moldawien (17:10), Tomasz Jabłoński, Polen (18:12), und im Achtelfinale Juan Antonio Mercado, Mexiko (RSC 3.), und verlor im Viertelfinale gegen den späteren Bronzemedaillengewinner Bogdan Juratoni, Rumänien (21:17).
Mit dieser Platzierung qualifizierte er sich auch für die Olympischen Spiele 2012, bei denen er jedoch bereits den ersten Kampf gegen Terrell Gausha, USA (RSC 3.), verlor.

## Internationale Erfolge
| Jahr | Platz | Wettbewerb                                | Gewichtsklasse | Ergebnis |
| 2005 | 5.    | WM in Mianyang/Volksrepublik China        | Mittel         | nach RSC-Sieg über Matej Matkovic, Kroatien, Punktsiegen über Nikolajs Grisunins, Lettland (30:20) und Sherzod Abdurahmanow, Usbekistan (27:24) und einer RSC-Niederlage gegen Emilio Correa, Kuba                                               |
| 2006 | 9.    | EM in Plowdiw                             | Mittel         | nach einem Punktsieg über James Degale, England (31:21) und einer RSC-Niederlage (Verletzung) in der 2. Runde gegen Rewas Karelischwili, Georgien                                                                                                |
| 2007 | 17.   | WM in Chicago                             | Mittel         | nach einem Punktsieg über Naim Terbunja, Schweden (19:17) und einer Punktniederlage gegen Darren Sutherland, Irland (20:22) |
| 2008 | 3.    | Olympia-Qualifikations-Turnier in Pescara | Mittel         | nach Punktsiegen über Donatas Bondorovas, Litauen (25:13) und Nikolai Weselow, Belarus (14:11), einer Punktniederlage gegen Naim Terbunja (13:16) und einem Punktsieg im Kampf um Platz 3 über István Szili, Ungarn (25:19)                      |
| 2008 | 9.    | OS in Peking                              | Mittel         | nach einem Punktsieg über Ahmed Saraku, Ghana (14:8) und einer RSC-Niederlage (Verletzung) in der 4. Runde gegen Elshod Rasulow, Usbekistan |
| 2008 | 5.    | EM in Liverpool                           | Mittel         | nach einem Punktsieg über Darius Sok, Polen (5:4) und einer Punktniederlage gegen Eamon O’Kane, Irland (4:6) |
| 2009 | 2.    | WM in Mailand                             | Mittel         | nach Punktsiegen über Wahid Abderredha, Irak (13:6), Naim Terbunja (15:11), Darren O’Neill, Irland (7:3), Victor Cotiujanschi, Rumänien (8:1) und Alfonso Blanco, Venezuela (4:3) und einer Punktniederlage gegen Abbos Atoyev, Usbekistan (0:9) |
| 2010 | 5.    | EM in Moskau                              | Mittel         | nach einem Punktsieg über Sanjin Pol Vrgoc, Kroatien 813:2) und einer Punktniederlage gegen Nikolai Weselow )9:11) |

## Armenische Meisterschaften
(soweit bekannt)
| Jahr | Platz | Gewichtsklasse | Ergebnis                        |
| 2010 | 1.    | Mittel         | nach Sieg über Artur Ulichanjan |

## Erläuterungen
- OS = Olympische Spiele, WM = Weltmeisterschaft, EM = Europameisterschaft
- Mittelgewicht: Gewichtsklasse bis 75 kg Körpergewicht
- RSC (Referee Stops Contest) = Kampfabbruch durch den Ringrichter